# Liêm Hà
Liêm Hà là một xã thuộc tỉnh Ninh Bình, Việt Nam.

## Địa lý
Trụ sở xã nằm cách phường Hoa Lư - trung tâm tỉnh lỵ Ninh Bình 34 km về phía Bắc, có vị trí địa lý:
- Phía đông giáp xã Bình Mỹ.
- Phía tây giáp phường Châu Sơn.
- Phía bắc giáp phường Liêm Tuyền và phường Phủ Lý.
- Phía nam giáp xã Tân Thanh và xã Thanh Bình.

Xã Liêm Hà	có diện tích:	20,95	km², 	dân số:	27.732	người, mật độ dân số: 	1324	người/km². 	Đây là đơn vị có diện tích xếp thứ:	105	, số dân xếp thứ: 	85	và mật độ dân số xếp thứ: 	47	trong số 129 xã, phường ở Ninh Bình.  
Xã này nằm trên quốc lộ 1A, 21, 21B, Đường cao tốc Bắc – Nam.

## Lịch sử
Theo Nghị quyết số 1674/NQ-UBTVQH15 ngày 16/6/2025 về sắp xếp các đơn vị hành chính cấp xã của tỉnh Ninh Bình năm 2025, Theo đó, sắp xếp toàn bộ diện tích tự nhiên, quy mô dân số của các xã Liêm Phong, Liêm Cần và Thanh Hà thành xã mới có tên gọi là xã Liêm Hà.	

## Di tích lịch sử

### Đền Lăng
Quần thể di tích đền Lăng gồm Đền Thượng, Đền Trung, Đền Hạ và Đền Tam Thiên Nhân thuộc làng Cõi xưa là nơi thờ vua Đinh Tiên Hoàng và 3 vua nhà Tiền Lê (Lê Đại Hành, Lê Trung Tông, Lê Long Đĩnh) trên vùng đất quê hương của vua Lê Hoàn.

### Đình Yến
Đình Yến thuộc làng Ứng Liêm xưa là nơi thờ các vua thời Đinh và Tiền Lê gồm: Đinh Tiên Hoàng, Lê Đại Hành, Lê Trung Tôn, Lê Ngọa Triều; phối thờ 5 vị Đại vương gồm: Đông thành vương, Kình Thiên vương, Thánh giám Đô Đức, Thái giám Cuơng Nghị, Thái giám Đô Quang và Bảo quang Hoàng Thái hậu, Hoàng phi Lĩnh ứng phu nhân, Thủy Tinh công chúa phu nhân.